# ひめしょ!
『ひめしょ!』は、2005年11月25日にXANADUより発売された18禁恋愛アドベンチャーゲームである。マジックシードのウェブサイト「美少女遊び」より携帯アプリ版も配信されている。
ショタ系の主人公がヒロイン達に振り回されるという作品である。

## ストーリー
主人公ヤガミコハルはトワノ国の王子アキヒトの企みから女子校である八坂学園に編入することになると同時に、自分がヤガミ国の王位後継者であることを知らされる。しかも、それを聞きつけた各国を代表するお姫様たちも待っており、政敵から身を守るために女装して学園生活を送るが、ヒロイン達にあらゆる手段で手篭めにされそうになる。

## 登場人物
括弧内は出身国または所属している国である。
ヤガミコハル（ヤガミ国）
声：西田こむぎ
主人公。八坂学園陸甲機科2年。ショタで受身な性格の持ち主。
センゴクナナミ（センゴク国）
声：新堂真弓
センゴク国の第二王女。八坂学園陸甲機科2年。血の気が多くガサツで性格は俗に言うツンデレ。ナコトを敵視している。
ポチ（センゴク国）
声：立花舞
ナナミ専属の犬耳メイド。八坂学園陸甲機科1年。戦車の運転と修理・整備が出来る。ナナミにはまさに犬のようにこき使われている。
シキシマナコト（シキシマ国）
声：青山ゆかり
シキシマ国第一王女。八坂学園海空機科3年。一見おしとやかだがSっ気がある。妹のココやコハルには優しく接することが多いが、ナナミとは敵対している。
シキシマココ（シキシマ国）
声：かわしまりの
シキシマ国第一王女で、ナコトの腹違いの妹。八坂学園普通科1年。
サキサカサキ（サキサカ国）
声：まきいづみ
サキサカ国第一王女。八坂学園宙行機科（学年は不明）。体の80パーセントを機械化している。感情が乏しい。
サキサカシキ（サキサカ国）
声：まきいづみ（二役）
サキサカ国第二王女。
ミシマキョウコ（ヤガミ国）
声：甲賀忍
コハルの身辺警護&教育係。八坂学園第4学生寮（テキサスチェイン荘）の寮母で保健医でもある。かつてはヤガミ国に仕えるメイドだった。
トワノアキヒト（トワノ国）
声：永倉仁八
トワノ国王子。八坂学園学園長兼海空機科3年。コハルに好意を寄せている。

## スタッフ
- シナリオ：藤崎竜太
- 原画：スドウヒロシ
- 音楽：4-EVER（小池雅也・オカザキシュン）

## 主題歌
オープニングテーマ「SPIRAL」 / エンディングテーマ「もっとプリンセス!」 / 挿入歌「Praise me!」
作詞・作曲：unMOMENT / 編曲：4-EVER / 歌：unMOMENT（ボーカルは新堂真弓）